# Gerda Weissensteiner
Gerda Weissensteiner (Bolzano, 3 januari 1969) is een voormalig Italiaans rodelaarster en bobsleester. Weissensteiner nam in totaal deel aan zes Olympische Winterspelen: de eerste vier bij het rodelen en in 2002 en 2006 bij het bobsleeën.
In 1988 eindigde Weissensteiner als veertiende, vier jaar later in Albertville eindigde zij als vierde. 
In 1993 werd Weissensteiner wereldkampioen individueel. Weissensteiner behaalde haar grootste succes tijdens de Olympische Winterspelen 1994 met het winnen van de gouden medaille. Op de Olympische Winterspelen 1998 eindigde Weissensteiner als negende.
In het seizoen 1992-1993 en 1997-1998 won Weissensteiner het eindklassement van de wereldbeker rodelen. In totaal won Weissensteiner dertien wereldbekerwedstrijden. Na afloop van het seizoen 1997-1998 beëindigde ze haar carrière.
In 2001 keerde Weissensteiner terug in de sport alleen nu als bobsleepiloot. Tijdens de Olympische Winterspelen 2002 eindigde Weissensteiner samen met Antonella Bellutti als zevende. In het seizoen 2002-2003 eindigde Weissensteiner als derde in het eindklassement van de wereldbeker bobsleeën. Tijdens de Olympische Winterspelen 2006 in eigen land won Weissensteiner de bronzen medaille in de tweemansbob samen met Jennifer Isacco.

## Resultaten

### Rodelen

#### Wereldkampioenschappen
| Jaar | Plaats      | Resultaat                     |
| ---- | ----------- | ----------------------------- |
| 1989 | Winterberg  | landenwedstrijd · individueel |
| 1990 | Calgary     | landenwedstrijd               |
| 1991 | Winterberg  | landenwedstrijd               |
| 1993 | Calgary     | individueel                   |
| 1995 | Lillehammer | landenwedstrijd · individueel |
| 1996 | Altenberg   | landenwedstrijd · individueel |
| 1997 | Igls        | landenwedstrijd               |

#### Olympische Winterspelen
| Jaar | Plaats      | Resultaat       |
| ---- | ----------- | --------------- |
| 1988 | Calgary     | 14e individueel |
| 1992 | Albertville | 4e individueel  |
| 1994 | Lillehammer | individueel     |
| 1998 | Nagano      | 9e individueel  |

### Bobsleeën

#### Olympische Winterspelen
| 2002 | Salt Lake City | 7e tweemansbob |
| 2006 | Turijn         | tweemansbob    |

1964: Ortrun Enderlein ·
1968: Erica Lechner ·
1972: Anna-Maria Müller ·
1976: Margit Schumann ·
1980: Vera Sosoelja ·
1984: Steffi Walter-Martin ·
1988: Steffi Walter-Martin ·
1992: Doris Neuner ·
1994: Gerda Weissensteiner ·
1998: Silke Kraushaar ·
2002: Sylke Otto ·
2006: Sylke Otto ·
2010: Tatjana Hüfner ·
2014: Natalie Geisenberger ·
2018: Natalie Geisenberger ·
2022: Natalie Geisenberger